# Tereszewo (gromada)
Tereszewo (do 31 VII 1958 Wielkie Bałówki) – dawna gromada, czyli najmniejsza jednostka podziału terytorialnego Polskiej Rzeczypospolitej Ludowej w latach 1954–1972.
Gromady, z gromadzkimi radami narodowymi (GRN) jako organami władzy najniższego stopnia na wsi, funkcjonowały od reformy reorganizującej administrację wiejską przeprowadzonej jesienią 1954 do momentu ich zniesienia z dniem 1 stycznia 1973, tym samym wypierając organizację gminną w latach 1954–1972.
Gromadę Tereszewo z siedzibą GRN w Tereszewie utworzono 1 sierpnia 1958 w powiecie nowomiejskim w woj. olsztyńskim w związku z przeniesieniem siedziby GRN gromady Wielkie Bałówki ze Wielkich Bałówek do Tereszewa i zmianą nazwy jednostki na gromada Tereszewo.
Gromada przetrwała do końca 1972 roku, czyli do kolejnej reformy gminnej.